# 广西拟髭蟾
广西拟髭蟾（学名：Leptobrachium guangxiense），一种分布于越南北部和中国广西壮族自治区西南部地区的两栖动物，隶属于角蟾科拟髭蟾属。模式产地为中国广西上思县。2013年中国研究人员通过基因研究认定越南三岛国家公园分布的沙巴拟髭蟾（Leptobrachium chapaense）种群实际上是广西拟髭蟾。其种加词“guangxiense”意为“广西的”。

## 形态特征
广西拟髭蟾体型平扁，雄蟾体长54～58毫米，雌蟾体长63～65毫米。体色多样，雄蟾背部一般呈紫褐色，雌蟾为棕褐色或灰棕色，体背具有有紫黑色斑纹及浅色痣粒；腹面为深紫褐色，均满布乳白色痣粒。

## 保护
本种于2023年被收录入《有重要生态、科学、社会价值的陆生野生动物名录》。